# Pettya anemolua
Pettya anemolua är en insektsart som beskrevs av George Willis Kirkaldy 1906. Pettya anemolua ingår i släktet Pettya och familjen dvärgstritar. Inga underarter finns listade i Catalogue of Life.